# Quadrato (nome)
Quadrato  è un nome proprio di persona italiano maschile. 

## Varianti
- Femminili: Quadrata[2]

### Varianti in altre lingue
- Catalano: Quadrat[3]
- Esperanto: Kvadrato
- Francese: Quadrat
- Georgiano: კოდრატე (K'odrat'e)
- Greco antico: Κοδράτος (Kodratos)
- Latino: Quadratus[1][3]
- Polacco: Kwadrat
- Portoghese: Quadrado
- Russo: Кодрат (Kodrat)
- Serbo: Кодрат (Kodrat)
- Spagnolo: Cuadrado[3]
- Ucraino: Кодрат (Kodrat)

## Origine e diffusione
Il nome deriva dal latino Quadratus, basato sull'omonimo aggettivo; letteralmente vuol dire "squadrato", "ordinato", "ben connesso", "completo", ma in senso lato esprime solidità fisica e morale, quindi "che ragiona bene", "assennato", "giudizioso" e "robusto".

## Onomastico

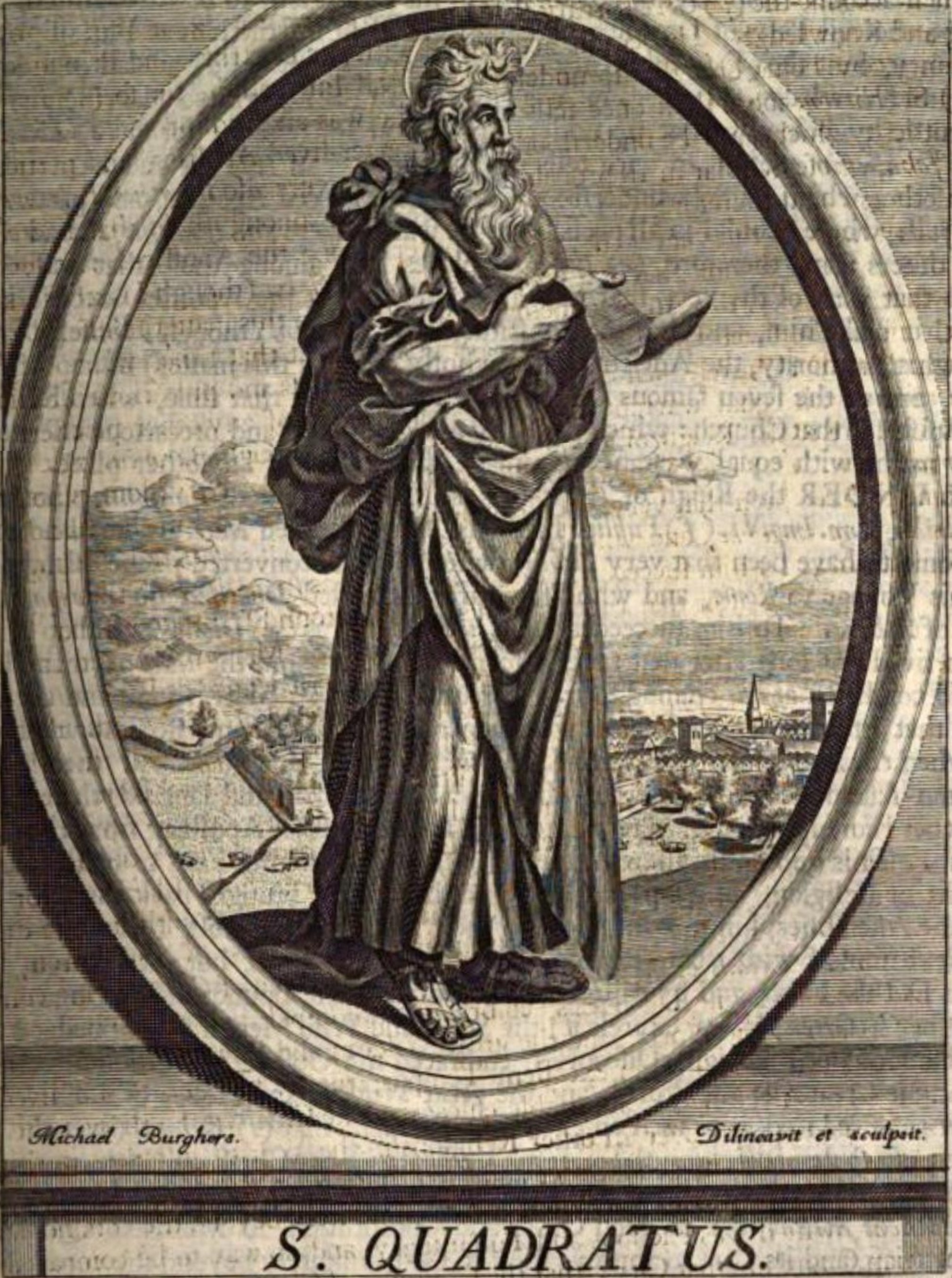
San Quadrato di Atene

L'onomastico si può festeggiare in memoria di diversi santi, alle date seguenti:
- 26 marzo, san Quadrato, martire con i santi Teodosio ed Emanuele in Anatolia[5]
- 1º maggio, san Quadrato, martire a Nicomedia sotto Decio[4]
- 26 maggio, san Quadrato, vescovo di Atene (spesso confuso con l'omonimo apologista)[3][5]
- 21 agosto, san Quadrato, vescovo di Utica e martire[4][5]
- 21 settembre, san Quadrato di Magnesia, discepolo degli apostoli[5]

## Persone
- Quadrato di Atene, scrittore greco antico
- Quadrato di Atene, vescovo e santo greco antico